# Перебірка

Стандартна схема бронювання кораблів часів ПСВ. A — головний бронепояс, B — головна бронепалуба, C — карапасна бронепалуба, D — протиторпедна перебірка

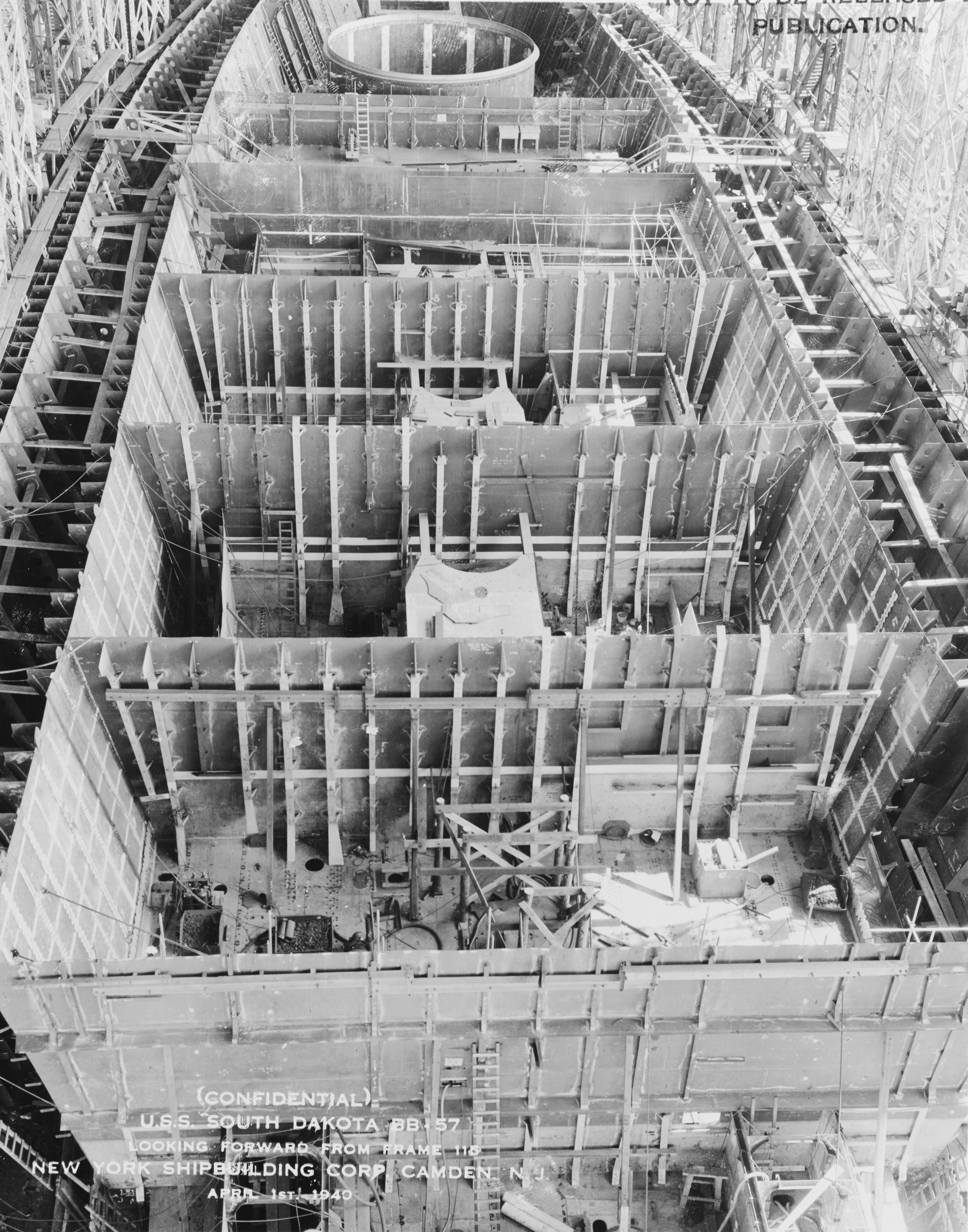
Перебірки на кораблі
USS South Dakota (BB-57)

Пере́бірка, рідше перебо́рка, пере́ділка, пере́січка — будь-яка вертикальна стінка всередині корпусу судна, окрім подвійного борту, яка розділяє внутрішній простір на відсіки. Також до перебірок відносяться зовнішні стінки надбудов і рубок.
Перебірки розділяються на:
- залежно від орієнтації відносно корпусу судна:
  - поперечні;
  - поздовжні;
- залежно від місця встановлення:
  - перебірки корпусу судна (трюмні і твіндечні)
  - перебірки надбудов і рубок;
- залежно від виконання:
  - водо-, нафто- непроникні;
  - газонепроникні;
  - проникні;
- залежно від форми:
  - плоскі (у тому числі підкріплені набором);
  - гофровані;
  - циліндричні;
  - сферичні;
- в залежності від здатності сприймати навантаження:
  - міцні (витримують значне навантаження і можуть бути опорами для перекриттів корпусу);
  - легкі;
- в залежності від призначення:
  - головні (основні), що йдуть по всій ширині судна від палуби до днища і забезпечують незмінність форми корпусу при його крученні і вигинанні. При затопленні відсіку перешкоджають поширенню води уздовж судна, у зв'язку з цим називаються також аварійними;
  - таранні (відділяють форпік від простору трюму);
  - ахтерпікові (відділяють ахтерпік від простору трюму);
  - перебірки цистерн (баластних, кренових, диферентних, паливних та інших);
  - перебірки диптанків або бункерні (обмежують цистерни для рідкого палива або вугільні ями);
  - відбійні (поздовжні і поперечні перебірки з вирізами, які обмежують силу удару рідини, що переливається в танках і цистернах при хитавиці);
  - тунельні (які призначені для розділення стінок тунелю гребного вала, коридорів електротрас, проходів уздовж судна);
  - перебірки шахт (навантажувальних, машинних, вентиляційних та інших);
  -  протипожежні (розподіляють судно на протипожежні відсіки);
  - протиторпедні - повздовжні перебірки, які захищають внутрішні відсіки корпусу від дії підводних вибухів торпед та мин;
  - трюмні;
  - зовнішні перебірки (стінки надбудов і рубок);
  - перебірки вигородок або легкі;
  - перебірки кофердамів.

Палуба, до якої доходять водонепроникні перебірки, називається головною палубою (палубою перебірок).